# Ervedosa (Pinhel)
Ervedosa é uma freguesia portuguesa do município de Pinhel, com 12,84 km² de área e 137 habitantes (censo de 2021). A sua densidade populacional é 10,7 hab./km².

## Demografia
A população registada nos censos foi:
| Distribuição da População por Grupos Etários | Distribuição da População por Grupos Etários | Distribuição da População por Grupos Etários | Distribuição da População por Grupos Etários | Distribuição da População por Grupos Etários |
| -------------------------------------------- | -------------------------------------------- | -------------------------------------------- | -------------------------------------------- | -------------------------------------------- |
| Ano                                          | 0-14 Anos                                    | 15-24 Anos                                   | 25-64 Anos                                   | > 65 Anos                                    |
| 2001                                         | 24                                           | 28                                           | 125                                          | 83                                           |
| 2011                                         | 13                                           | 17                                           | 73                                           | 87                                           |
| 2021                                         | 3                                            | 12                                           | 47                                           | 75                                           |

## Património
- Igreja Matriz do Divino Espírito Santo
- Capela de São Sebastião
- Capela de São Vicente